# Schlern-Schriften

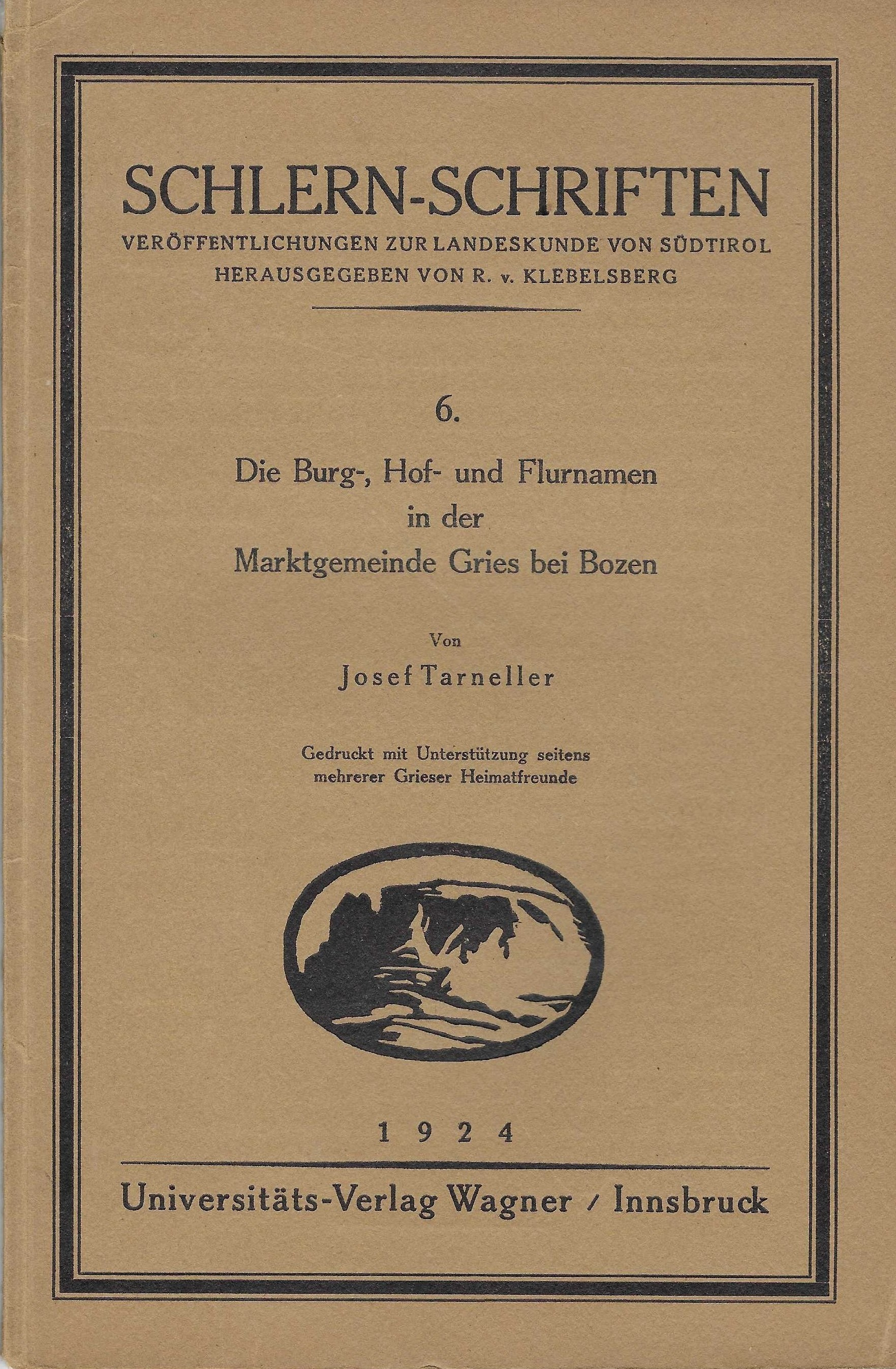
Copertina degli Schlern-Schriften, 6, riguardante i toponimi di Gries a Bolzano, 1924

Gli Schlern-Schriften (abbreviati: SlS) sono una serie di pubblicazioni sulla storia regionale austriaco-tirolese. I volumi vengono pubblicati sin dal 1923 e sono editi dall'Universitätsverlag Wagner di Innsbruck, ora parte dello StudienVerlag. La collana è stata fondata da Raimund von Klebelsberg quale complemento al periodico storico Der Schlern e vertevano inizialmente solamente sulla storia dell'Alto Adige. In seguito è stata curata in particolare da Franz Huter e Josef Riedmann. Dal 1945 il programma si è concentrato sulla storia dell'intera regione tirolese (Tirolensien). Fino al 2025 sono stati pubblicati poco meno di 400 volumi.